# Iglesia de los Dominicos (Košice)
La Iglesia de los Dominicos (en eslovaco: Dominikánsky kostol) es la iglesia más antigua de Košice, en Eslovaquia, y también la estructura más antigua conservada en toda la ciudad.
Ya en 1303 la iglesia es mencionada en un documento. Fue construida alrededor de 1290. La parte más antigua de la iglesia es la nave románica con ventanas estrechas. Durante la reconstrucción barroca que se le amplió a su forma actual. El santuario está construido en el estilo gótico, así como la torre en el conjunto del norte de la nave. La torre cónica de 68 metros de alto es la más alta en Košice.